# Guarita (Lempira)
Guarita é uma cidade hondurenha do departamento de Lempira.